# Los muertos no mueren
Los muertos no mueren (en inglés The Dead Don't Die) es una película estadounidense de zombis y comedia de terror de 2019, escrita y dirigida por Jim Jarmusch y protagonizada por Bill Murray, Adam Driver, Tilda Swinton, Chloë Sevigny, Steve Buscemi, Danny Glover, Caleb Landry Jones, Rosie Perez, Iggy Pop, Sara Driver, Carol Kane, Austin Butler, Selena Gomez y Tom Waits.
La cinta tuvo su estreno mundial en el Festival de Cine de Cannes el 14 de mayo de 2019 y fue estrenada en cines estadounidenses el 14 de junio de 2019, por Focus Features.

## Argumento
En respuesta a una queja del granjero Frank Miller sobre la desaparición de un pollo, los policías Cliff Robertson y Ronnie Peterson de la pequeña ciudad rural de Centerville confrontan brevemente al excéntrico ermitaño Bob local en el bosque. En su viaje de regreso a la estación, Cliff comenta que aún es de día después de las 8 PM, mientras que Ronnie nota que su reloj y su teléfono celular han dejado de funcionar. El agricultor Miller habla sobre Hermit Bob con el dueño de la ferretería Hank Thompson en el restaurante local. Hank escucha un preocupante informe de radio sobre fracking polar. Hank y la camarera del restaurante Fern también se preguntan por qué no está oscuro afuera. En la radio suena una canción llamada "The Dead Don't Die", que Ronnie le dice a Cliff que es el tema principal. 
Después de un informe de noticias visto en el Centro de Detención Juvenil de Centreville, Gerónimo le dice a sus compañeros de prisión, Olivia y Stella, que el fracking polar ha alterado la rotación de la Tierra. El repartidor Dean entrega revistas raras con el dueño de la estación de servicio Bobby, quien también vende recuerdos de la cultura pop en su tienda. El propietario del Moonlight Motel, Danny Perkins, observa el informe de noticias de la locutora Posie Juárez sobre que las mascotas se comportan de manera extraña, y sus gatos están desaparecidos. El granjero Miller también se da cuenta de que los animales de su granja han desaparecido.
Cliff y Ronnie se reagrupan con Mindy Morrison en la estación de policía. Los tres oficiales discuten la extrañeza alrededor de Centerville. En el restaurante, la camarera le cuenta a su cliente Hank sobre Zelda Winston, la extraña mujer nueva en la funeraria Ever After. Mientras tanto, Zelda practica sus habilidades con la espada frente a una estatua de Buda en la funeraria. Dos zombis obsesionados con el café se reaniman cuando finalmente cae la noche y atacan a los dos trabajadores del restaurante. Hank convoca a Cliff, Ronnie y Mindy al restaurante cuando descubre los cuerpos por la mañana. Ronnie le dice a Cliff que cree que los zombis los mataron.
Zoe y sus compañeros de viaje, Jack y Zach, se detienen para abastecerse de combustible en la estación de servicio de Bobby. Después de comprar el disco compacto "The Dead Don't Die" de Sturgill Simpson de Bobby, se registran en Danny's Moonlight Motel. Cliff y Ronnie discuten los asesinatos del restaurante con Danny. Los dos oficiales se encuentran con Zoe, Jack y Zach mientras están en el motel y les dicen que no salgan por la noche. Olivia, Stella y Geronimo también discuten los asesinatos de comensales en el centro de detención juvenil. Geronimo sugiere que un inminente apocalipsis zombi es responsable de las muertes.
Cliff y Ronnie encuentran tumbas abiertas cuando investigan el cementerio. El ermitaño Bob espía a los hombres desde la distancia antes de concluir por separado que los zombis están sueltos. Ronnie le da orientación a Cliff sobre cómo matar zombis. Bobby y Hank tienen una conversación similar mientras preparan armamento. Más zombis se levantan de la muerte esa noche. Danny es atacado en su motel y se convierte en no muerto. Zoe, Jack y Zach se encierran en su habitación después de que un boletín de noticias de Posie Juárez les advierte del peligro. 
Cliff y Ronnie llevan suministros a la estación de policía y le cuentan a Mindy sobre los zombis. Mallory O'Brien reanima. Ronnie decapita a Mallory. Dos cadáveres se reaniman dentro de la funeraria. Zelda los decapita con su espada. Zelda luego se reúne con Cliff, Ronnie y Mindy y le ofrece ayuda. Los tres oficiales dejan a Zelda en la estación mientras salen a patrullar juntos. dejando a Zelda sola para enviar un mensaje encriptado usando su computadora. Cliff, Ronnie y Mindy encuentran a Zoe y sus amigas muertas cuando investigan el motel. Ronnie decapita los tres cuerpos para evitar que se reanimen. Ronnie toma el CD de Zoe Sturgill Simpson y Cliff lo arroja por la ventana del auto.
Hank y Bobby son invadidos por zombis en la ferretería. El ermitaño Bob ve zombis destrozando al granjero Miller. Gerónimo, Olivia y Stella huyen del centro de detención juvenil. Los zombis rodean la patrulla cuando se atasca en el cementerio. Mindy sale corriendo del vehículo para unirse a su abuela muerta en la horda de zombis. Ronnie le dice a Cliff que sabía que terminaría mal, porque Jim le dio el guion completo. 
Zelda toma el auto de Ronnie por la ciudad y luego camina tranquilamente por el cementerio. Los zombis deambulan lejos de la patrulla mientras aparece un OVNI que gira sobre el cementerio de Centreville. Cliff y Ronnie están asombrados cuando el OVNI levanta a Zelda y se va volando. Cliff y Ronnie deciden atacar, ya que Ronnie dice que está en el guion. Los dos oficiales salen de su automóvil y comienzan a matar a los no muertos residentes de Centerville, incluidos Bobby, Farmer Miller y Danny. Cliff se enoja cuando ve a Ronnie decapitar a Mindy. Los zombis finalmente abruman a Cliff y Ronnie. El ermitaño Bob observa la refriega desde el bosque a través de binoculares mientras comenta en voz alta, citando a Melville y lamentando que el mundo sea un lugar terrible.

## Reparto
- Bill Murray como Jefe de Policía Cliff Robertson.
- Adam Driver como Oficial Ronald "Ronnie" Peterson.
- Tilda Swinton como Zelda Winston.
- Chloë Sevigny como Oficial Minerva "Mindy" Morrison.
- Steve Buscemi como Granjero Miller.
- Danny Glover como Hank Thompson.
- Caleb Landry Jones como Bobby Wiggins.
- Selena Gomez como Zoe.
- Austin Butler como Jack.
- Rosie Perez como Posie Juarez.
- Eszter Balint como Fern.
- Iggy Pop como Zombi del café #1.
- Sara Driver como Zombi del café #2.
- RZA como Dean.
- Carol Kane como Mallory O'Brien.
- Larry Fassenden como Danny Perkins.
- Rosal Colon como Lily.
- Sturgill Simpson como Zombi de la guitarra.
- Jodi Markell como mujer en televisión.
- Charlotte Kemp Muhl como Fashion Zombie.
- Maya Delmont como Stella.
- Taliyah Whitaker como Olivia.
- Jahi Winston como Gerónimo.
- Tom Waits como Bob el ermitaño.
- Luka Sabbat como Zach.
- Jonah Marshall como Zombie infante.

## Producción
En marzo de 2018, Bill Murray anunció que iba a ser coprotagonista en una película junto a Daniel Craig y Rosie Perez, que sería escrita y dirigida por Jim Jarmusch.
En julio de 2018, se anunció que Adam Driver, Selena Gomez, Chloë Sevigny, Austin Butler, Steve Buscemi y Tilda Swinton habían sido elegidos en la película junto a Murray. También se informó que Joshua Astrachan y Carter Logan producirían la película, mientras que Focus Features la distribuiría. Caleb Landry Jones se unió al elenco más tarde en el mismo mes.
El rodaje comenzó en julio de 2018 en la ciudad de Nueva York.

## Estreno
The Dead Don't Die tuvo su estreno mundial como película de apertura en el Festival de Cine de Cannes el 14 de mayo de 2019. La película fue estrenada en Estados Unidos el 14 de junio de 2019 y el 12 de julio de 2019 en el Reino Unido.

## Crítica
El sitio web del agregador de revisiones Rotten Tomatoes informa una calificación de aprobación del 56% basada en 270 reseñas, y una calificación promedio de 5.78/10. El consenso crítico del sitio dice: "The Dead Don't Die toca con tonos y temas con diversos grados de éxito, pero el ingenio agudo y un elenco fuerte hacen de este un zom-com con cerebros suficientes para consumir". Metacritic asignó a la película una puntuación promedio ponderada de 54 de 100, basada en 48 críticos, lo que indica "críticas mixtas o promedio". 
PopMatters escribió "Es una película curiosa, una que reconoce el fin del mundo descaradamente sin olvidarse una vez de ser firme, casi demente, tonta. Es un trabajo inteligente, aunque menor, de un director magistralmente innovador". 
The New York Times dijo que "The Dead Don't Die de Jim Jarmusch respeta el género de terror sin comprometerse realmente con él". 
The Hollywood Reporter dijo acerca de la película "A veces, el punto muerto de Murray y Driver se vuelve, bueno, un poco amortiguador, y el verdadero ingenio es escaso, a pesar de que la película sigue siendo divertida la mayor parte del tiempo".